# Phreatoasellus higoensis
Phreatoasellus higoensis är en kräftdjursart som först beskrevs av Matsumoto 1960.  Phreatoasellus higoensis ingår i släktet Phreatoasellus och familjen sötvattensgråsuggor. Inga underarter finns listade i Catalogue of Life.